# Duca d'Otranto
Il titolo di duca d'Otranto e dell'Impero fu conferito da Napoleone Bonaparte al ministro Joseph Fouché il 15 agosto 1809.
Il titolo imperiale di  duca d'Otranto si riferisce a Otranto,  città della provincia di Lecce in Puglia.

## Storia
I due figli più giovani di Joseph, Armand (1800-1878) e Athanase (1801-1886), che divennero il terzo e quarto duca di d'Otranto, si trasferirono nel 1822 in Svezia. 
I discendenti di Fouché  sono gli unici duchi in Svezia il cui titolo non è svedese .

## Elenco cronologico dei duchi d'Otranto
- 1809 - 1820: Joseph Fouché (1759-1820), I duca di Otranto.
- 1820 - 1862: Joseph Fouché-Liberté (1796-1862), II duca d'Otranto, figlio del precedente.
- 1862 - 1878: Armand Fouché (1800-1878), III duca d'Otranto, fratello del precedente.
- 1878 - 1886: Athanase Fouché (1801-1886), IV duca di Otranto, fratello del precedente.
- 1886 - 1910: Gustave Fouché di Otranto (1840-1910), V duca d'Otranto, figlio del precedente.
- 1910 - 1950: Charles-Louis Fouché di Otranto (1877-1950), VI duca d'Otranto, figlio del precedente.
- 1950 - 1995: Gustave Fouché di Otranto (1912-1995), VII duca di Otranto, figlio del precedente.
- 1995 - oggi: Charles-Louis Fouché di Otranto (1986), VIII duca di Otranto, figlio del precedente.